# Соколин (потік)
Соколов (пол. Sokolin) — гірський потік в Україні, у Долинському районі Івано-Франківської області. Правий доплив Мизунки, (басейн Дністра).

## Опис
Довжина потоку 5 км, найкоротша відстань між витоком і гирлом — 4,20  км, коефіцієнт звивистості потоку — 1,19 . Формується гірськими безіменними струмками. Потік тече у гірському масиві Ґорґани.

## Розташування
Бере початок на північно-західних схилах гори Хом (1344,0 м) біля хребта Хом. Тече переважно на північний захід між безіменними горами і впадає у річку Мизунку, ліву притоку Свічи.

## Цікавий факт
- У пригирлові частині потік перетинає вузькоколійна залізнична дорога. Потік розташований між станціями Солотвине та Глибокий, які входять до туристичного маршруту Карпатський трамвай[5].